# (9400) 1994 TW1
1994 تي دابليو 1 (ويعرف أيضًا باسم (9400) 1994 تي دابليو 1 وفق تسمية الكوكب الصغير) (بالإنجليزية: 1994 TW1)‏ هو كويكب ضمن حزام الكويكبات؛ وترتيبه 9400 من حيث الاكتشاف.
اكتُشف هذا الجُرم الفلكي بواسطة كينيث جاي لورانس في 9 أكتوبر 1994.

## وصلات خارجية
- (9400) 1994 TW1 في قاعدة بيانات مختبر الدفع النفاث لأجرام النظام الشمسي الصغيرة

- الاكتشاف · مخطط المدار ·  العناصر المدارية · المعلمات المادية

- (9400) 1994 TW1 على موقع ويكي سكاي: DSS2, SDSS, GALEX, IRAS, Hydrogen α, X-Ray, Astrophoto, Sky Map, Articles and images